# جديلة العنق
جَدِيلة العُنُق هي أداة لربط منديل الرقبة أو اللفاع، ترتدى كجزء من زي الكشافة والكشافات، وقد ابتكرها الكشافة في عشرينيات القرن العشرين.
جديلة العنق المصنوعة من مواد صلبة تسمى الجوزة.

## صور

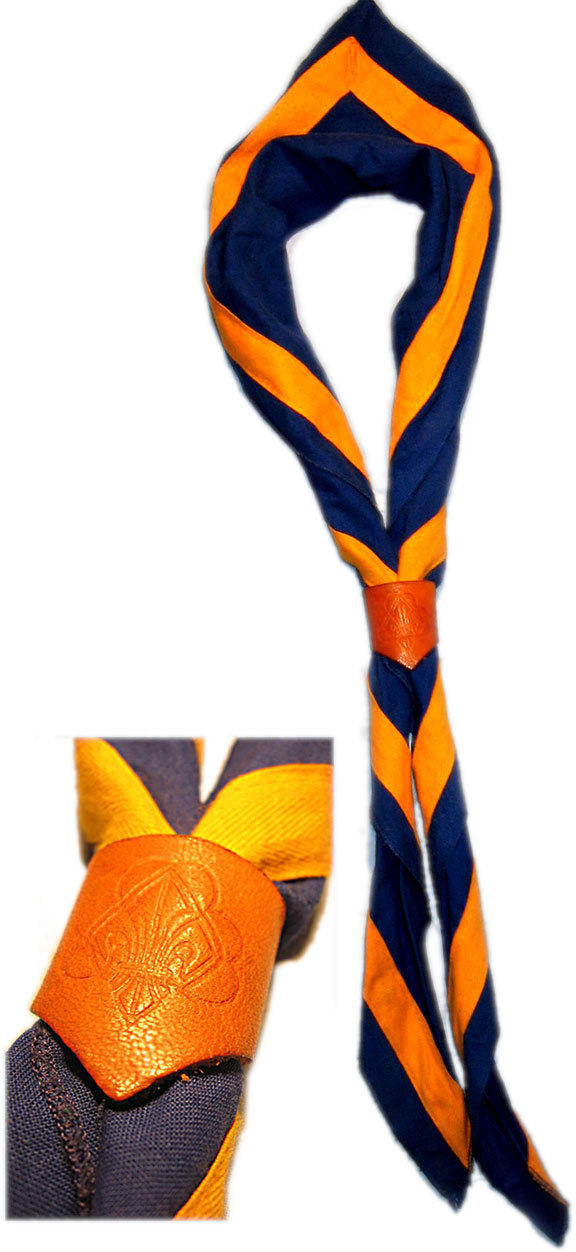
منديل رقبة مع جوزة.
جديلة عنق فنلندية.
جوزة لدنة نيوزيلندية.